# Odiseo

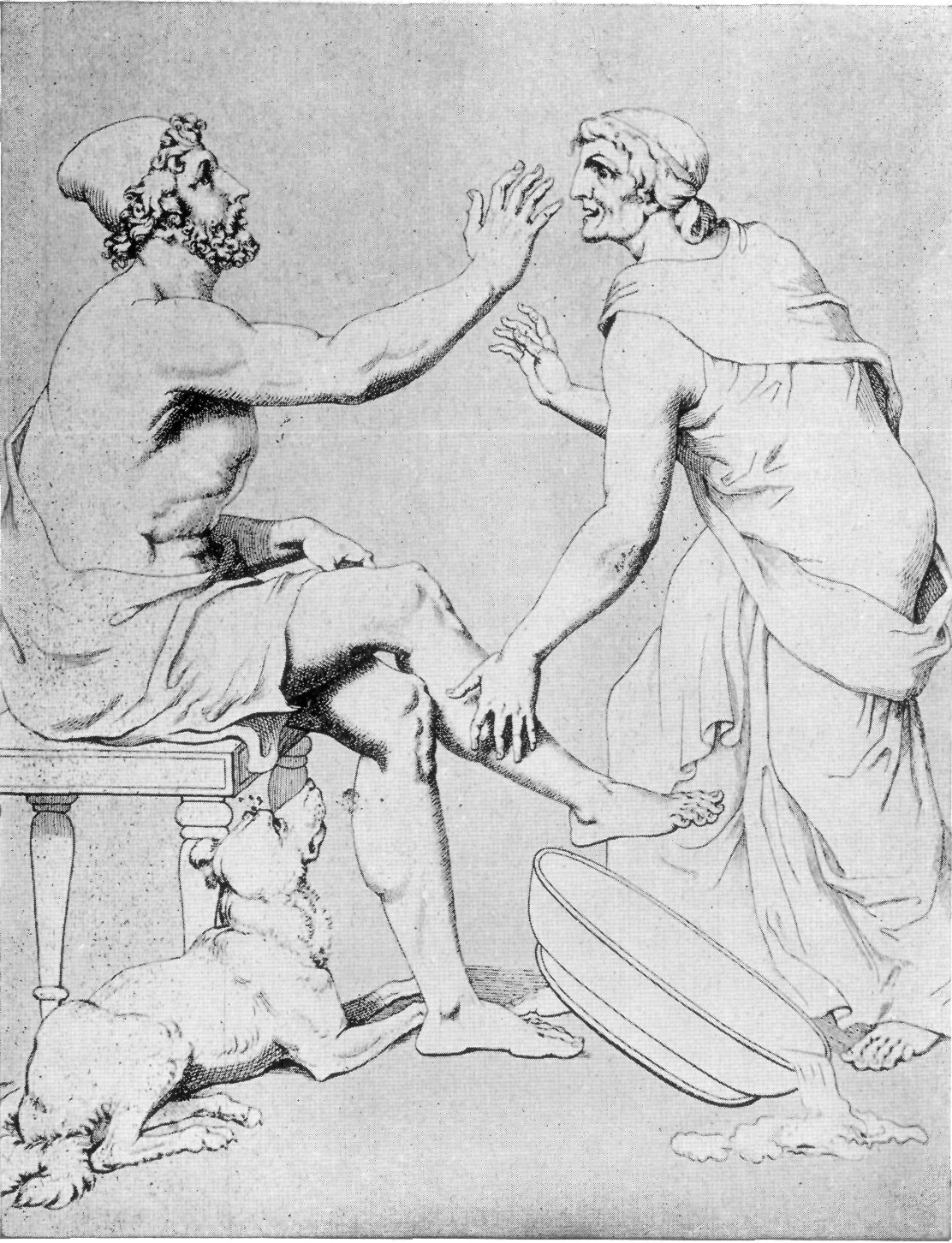
Odiseo y Euriclea, de Christian Gottlob Heyne.

Odiseo o Ulises (en griego clásico: Ὀδυσσεύς; en griego moderno: Οδυσσέας; Ulixes en latín) fue uno de los héroes legendarios de la mitología griega. Aparece como personaje destacado de la Ilíada, y es el protagonista y da nombre a la Odisea, ambas obras atribuidas a Homero. Aparecía también en varios poemas perdidos del llamado ciclo troyano y posteriormente en muchas otras obras. 
Era rey de Ítaca, una de las actuales islas Jónicas, situada frente a la costa occidental de Grecia. Hijo de Laertes y Anticlea, en la Odisea, o de Sísifo y Anticlea, en otras fuentes, era esposo de Penélope, padre de Telémaco y hermano mayor de Ctímene. Su familia sufrió esperándolo durante veinte años: diez de ellos luchando en la guerra de Troya y los otros diez intentando regresar a Ítaca, lidiando con los problemas y obstáculos que tuvo que afrontar y que se relatan en la Odisea.
Odiseo es caracterizado en los poemas homéricos por su fidelidad , astucia y versatilidad de carácter. Su nombre aparece frecuentemente acompañado de los epítetos «astuto» (πολύμητις, polýmetis) o «de muchas mañas» (πολύτροπος, polýtropos), también traducido como «de muchos senderos, de multiforme ingenio»). Dares Frigio dice que «era seguro, engañoso, de cara alegre, de estatura media, elocuente e inteligente».

## Genealogía
Lo más frecuente (así ocurre en Homero) es considerar a Odiseo como hijo de Laertes y Anticlea, y nieto de Arcisio por parte paterna y de Autólico por parte materna. Según esta versión, Odiseo habría nacido en Ítaca, más concretamente en el monte Nérito, donde la lluvia sorprendió a su madre en camino. Probablemente esta leyenda haya sido forjada para explicar su nombre, relacionándolo con la expresión κατὰ τὴν ὁδὸν ὕσεν ὁ Ζεύς (‘Zeus llovió sobre el camino’).[cita requerida]
Eustacio refiere la genealogía de Odiseo de esta manera: «Ha de saberse que hacen descender de Zeus y de Euriodia a Arcisio, de éste y de Calcomedusa a Laertes, de éste y de Anticlea a Odiseo, de este y de Penélope a Telémaco, y de éste y de Policasta la hija de Néstor, según Hesíodo, a Perséptolis».
Los que creen que el padre no fue sino Sísifo, que habría forzado a Anticlea antes de que esta fuera dada en matrimonio a Laertes, pretenden explicar el nombre del héroe a partir de una supuesta relación con el verbo ὀδύσσομαι (‘ser odioso’), lo que haría referencia a que Sísifo era odiado por muchos. Quienes consideran como padre de Odiseo a Sísifo —así como la tragedia griega— ubican su nacimiento en la ciudad beocia de Alalcómenas. Odiseo tenía una hermana menor llamada Ctímene o Timena.

## Juventud

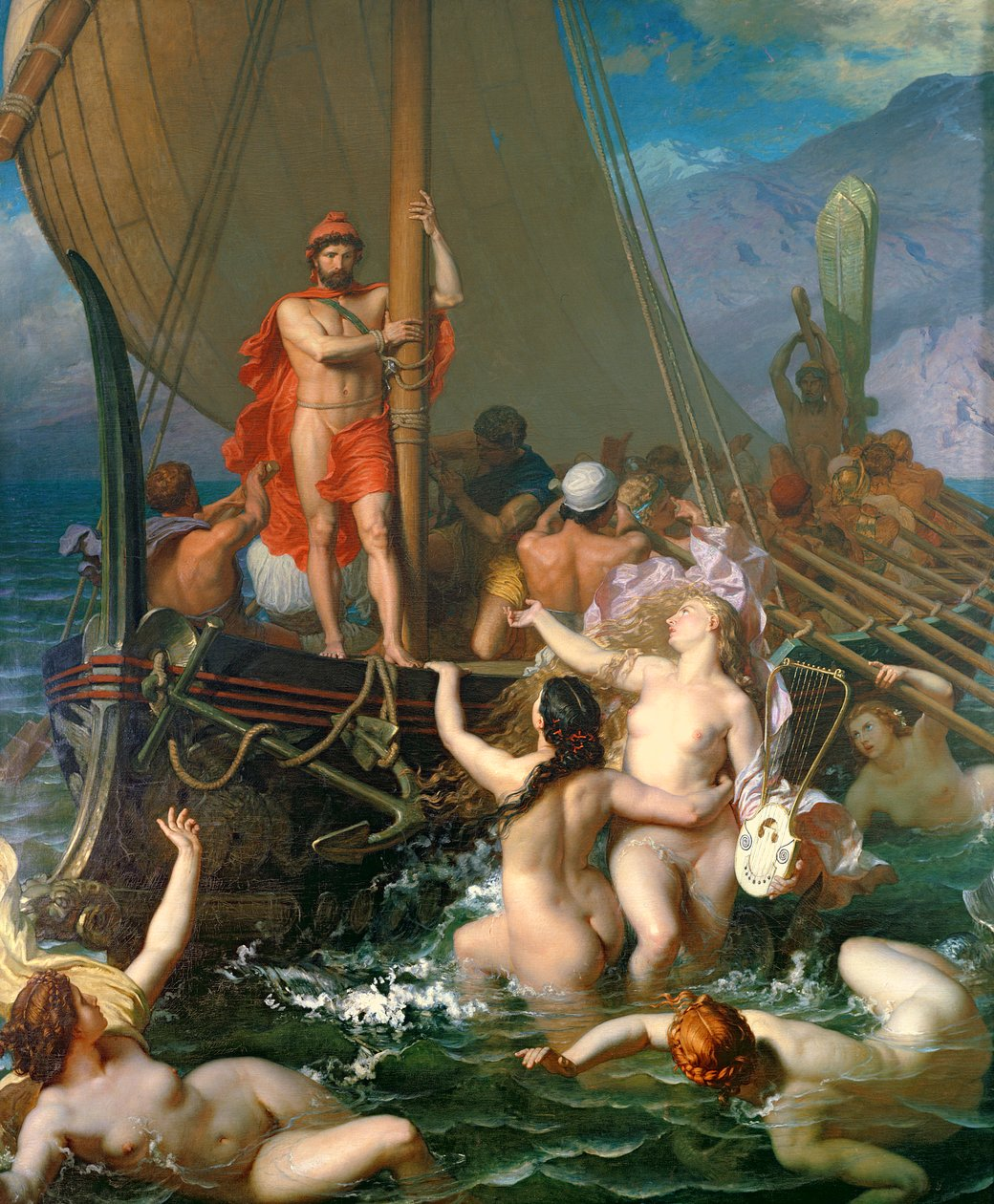
Odiseo atado al mástil de su barco tratando de vencer la atracción de las sirenas. Cuadro de Léon Belly Las sirenas (Museo de l'Hotel Sandelin, Saint Omer, Francia).

Una tradición asegura que Odiseo fue discípulo, al igual que tantos otros héroes griegos, del centauro Quirón. Lo encontramos en compañía de su abuelo materno Autólico, asistiendo en el monte Parnaso a la cacería de un jabalí que le hiere, dejándole una cicatriz en una rodilla, por la que habría de ser reconocido a su regreso a Ítaca tras la guerra de Troya; acude a Mesenia para reclamar una compensación por el robo de unas ovejas; en Lacedemonia recibe de Ífito, a cambio de una espada y una lanza, el arco de Éurito, con el que habrá de matar a los pretendientes; en Éfira intenta, en vano, que Ilo le dé veneno para sus flechas, lo que consigue en Tafos de manos de Anquíalo. Al llegar a la edad viril, Laertes le entrega el reino con todas sus riquezas y Odiseo se encarga de reconstruir su casa. Rico en tierras y en ganado, adquiere fama por su hospitalidad y por su respeto a los dioses, en especial a Zeus y Atenea, esta última le habría de proteger de continuo. Acudió, atraído por la belleza de Helena, como un pretendiente más al palacio de Tindáreo pero, al darse cuenta de las escasas posibilidades que tenía de conseguirla, decidió solicitar a Penélope, hija de Icario y sobrina de Tindáreo. Para asegurarse la ayuda de este en tal propósito, le aconsejó que obligase a todos los pretendientes de Helena a jurar que respetarían la elección de ella y que defenderían al elegido contra cualquier agravio, evitando así disputas posteriores que podrían ser funestas para el propio rey. Este, en compensación, obtuvo para Odiseo la mano de Penélope. En algunas versiones, no obstante, se asegura que Odiseo consiguió a Penélope al vencer en una carrera pedestre. 
Siendo todavía un recién nacido Telémaco, fruto de la unión de esta pareja, se produce el rapto de Helena por parte de Paris. Se intenta que los antiguos pretendientes cumplan su juramento, emprendiendo una campaña bajo un mando único, con el fin de conseguir la reparación de tal ultraje. Para evitar la partida, Odiseo finge estar loco cuando recibe la visita de Menelao y Palamedes, que estaban reclutando a los expedicionarios. Este, sin embargo, pone en evidencia la falsedad de tal treta, lo que no habrá de perdonarle jamás el héroe. Antes de partir, aconseja a Penélope que si él muere, se case de nuevo cuando Telémaco alcance la edad viril. Odiseo interviene activamente en los preparativos de la expedición. Él conseguirá la participación de Aquiles en la empresa, como posteriormente hará con Neoptólemo, su hijo. Alguna versión asegura que Odiseo acompañó a Troya a Menelao antes del inicio de las hostilidades, con el fin de pedir la devolución pacífica de Helena. También en este período desempeña ante Cíniras funciones de embajador de los Atridas.

## Guerra de Troya
Las doce naves al frente de las que está Odiseo quedan varadas en el centro del campamento griego ante Troya. Homero nos relata cómo Odiseo es el encargado de devolver a Criseida a su padre, el sacerdote Crises; cómo frena la desbandada del ejército griego, que no comprende una estratagema de Agamenón; cómo reduce al silencio, a base de golpes, al insolente Tersites. Con Agamenón se encarga de concertar el combate singular entre Paris y Menelao, y con Héctor mide el escenario del mismo. Cuando se reanuda el combate, Odiseo mata a Democoonte, vengando a su amigo Leuco; en venganza por la muerte de Tlepólemo, mata a Alástor, Cromio, Alcandro, Halio, Nomeón y Prítanis; posteriormente, mata a Pitides; más tarde hallamos a Odiseo ofreciéndose para luchar en combate singular con Héctor, aunque no resulta favorecido por el sorteo. Odiseo, junto con Fénix y Áyax, es elegido para acudir ante Aquiles en embajada con el fin de convencerlo de que retorne al combate. Ante el fracaso de esta empresa y, tras un consejo nocturno, Odiseo y Diomedes son comisionados para una misión de espionaje en territorio enemigo, en el curso de la cual matan a Dolón. Tras dar muerte también a Reso, se apoderan de sus caballos antes de que bebiesen del río Janto. En el transcurso del combate que se suscita al día siguiente, Odiseo mata a Molión, Hipódamo, Deyopites, Toón, Énnomo, Quersidamante, Cárope y, por último, a Soco, quien lo había herido anteriormente. Ayudado por Áyax y Menelao, consigue retirarse del combate y, todavía herido, asiste a la asamblea. Será Odiseo quien aconseje calma a Aquiles, impaciente por vengar la muerte de Patroclo, indicándole la conveniencia de que el ejército descanse y recobre fuerzas con la comida. 
En los juegos fúnebres en honor de Patroclo, Odiseo queda igualado en la lucha con Áyax, obteniendo ambos el mismo premio, al suspender el combate Aquiles, temiendo por la vida de los héroes. En la carrera, con la ayuda de Atenea, hace caer a Áyax el Menor en el estiércol, y así con la ayuda de Atenea consigue ganar Odiseo, obteniendo como premio una crátera de plata.
Por relatos posteriores a la Ilíada, sabemos que Odiseo es herido durante la lucha que se entabla en torno al cadáver de Aquiles, y que es él quien obtiene frente a Áyax las armas del héroe muerto. En estos relatos pasa Odiseo a desempeñar un papel principal. Él es quien captura al vidente Héleno, arrancándole el secreto de que Troya no será conquistada sin el concurso de las flechas de Heracles. Sabedor de que tales armas estaban en poder de Filoctetes, quien por consejo suyo había sido abandonado en la isla de Lemnos tras haber sido mordido por una serpiente, consiguió su colaboración desplazándose allí en compañía de Diomedes o de Neoptólemo. Junto con Diomedes entra en Troya disfrazado de mendigo y consigue robar el Paladio, imagen de Atenea que aseguraba la inexpugnabilidad de la ciudad en tanto estuviese ella dentro. A Odiseo, en fin, se le atribuye la idea de construir el caballo de madera en cuyo interior se ocultaron treinta guerreros escogidos, mientras los demás simulaban poner fin al asedio, lo que habría de motivar la caída de Troya. A la hora del reparto del botín, a Odiseo le correspondió Hécuba.

## El regreso
Odiseo pasó veinte años fuera de Ítaca: los diez que duró la guerra de Troya y otros diez años que transcurrieron desde el fin de la guerra hasta su llegada a Ítaca.
Tras partir de Troya, inició el viaje de regreso anclando en el país de los cicones, donde saquearon a la ciudad y se llevaron mujeres y bienes como botín. A continuación estuvo en el país de los lotófagos. Luego pasó a la isla de los Cíclopes, donde se atrajo la cólera de Poseidón tras dejar ciego al hijo de este dios, Polifemo, quien se comió a algunos de sus compañeros. Tzetzes dice que estos fueron Ántifo, Eurileonte, Afidante, Méneto, Cefeo y Estratio. Los compañeros que le ayudaron a cegar al cíclope fueron Anfidamante, Anfíalo, Licaón, Antíloco, Álcimo y Euríloco.
A continuación llegó a la isla de Eolo, al país de los Lestrigones y a la isla de Circe. Realizó una evocación de los muertos en el país de los Cimerios, donde llegó a conversar con las almas de su madre Anticlea, Heracles, Agamenón y Aquiles, entre otros, y con el adivino ciego Tiresias, quien le indicó la peligrosa ruta que debía tomar para retornar a Ítaca. Navegó junto a la isla de las sirenas y atravesó el peligroso estrecho entre Escila y Caribdis. En la isla de Trinacia, sus compañeros, a pesar de la advertencia de Tiresias, se comieron las vacas que pertenecían al dios Helios, y por ello Zeus provocó una tempestad que acabó con las vidas de todos ellos, por lo que Odiseo llegó solo a la isla de Calipso, donde estuvo junto a ella durante varios años.

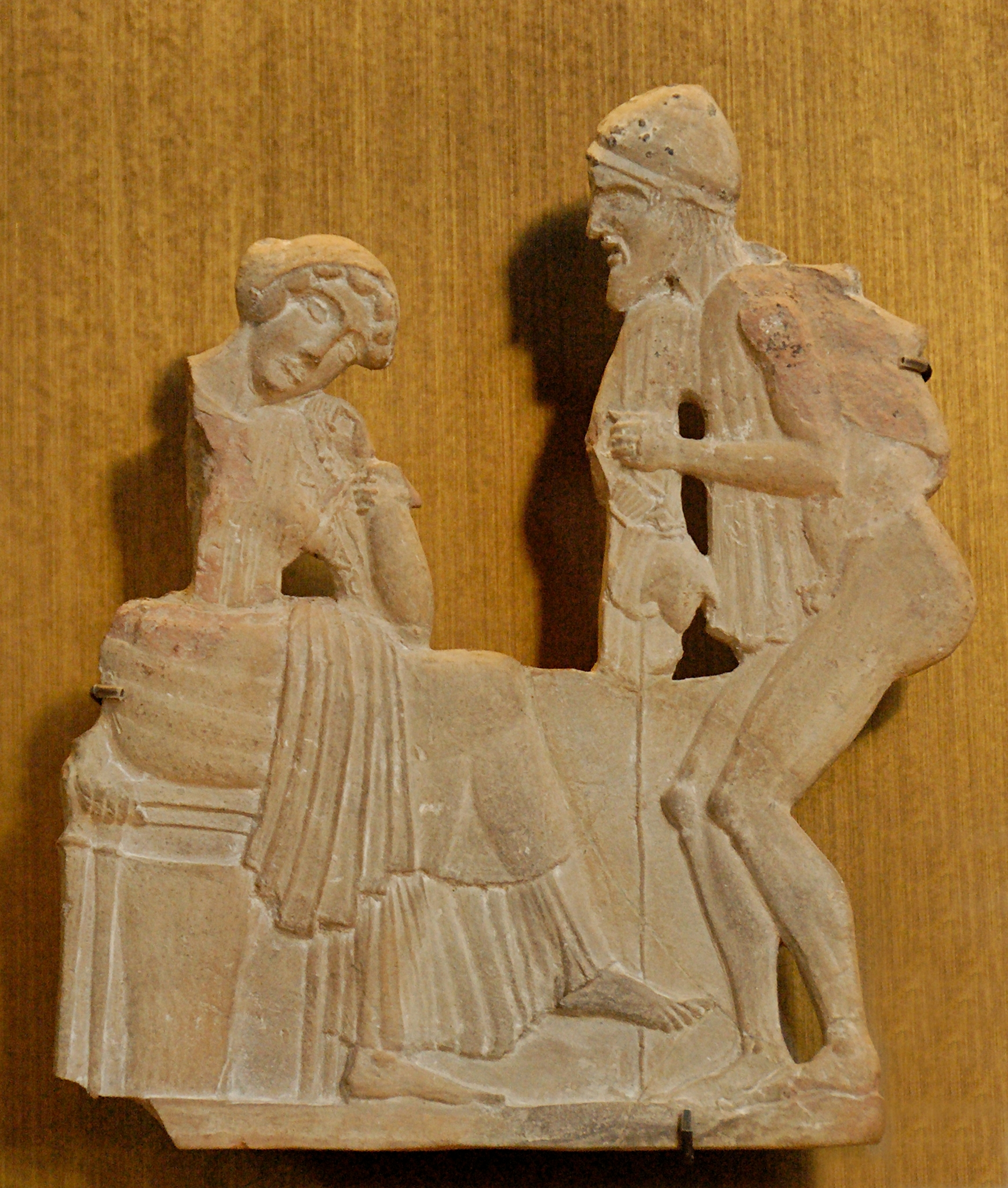
Terracota hallada en Milo 450 a. C., hoy en el Louvre, que muestra a Odiseo disfrazado de mendigo presentándose ante su esposa Penélope.

En la Odisea no hay un orden cronológico. Empieza narrándose desde el momento en que está en Ogigia, prisionero de la ninfa Calipso que quería que fuera su esposo.
Atenea le pide a Zeus la liberación del sufrido héroe. Este accede a la petición y le solicita a Hermes que le envíe un mensaje a Calipso, diciéndole que el destino de Odiseo no era yacer lejos de su hogar, sino que debía volver a reunirse con los suyos. Es entonces cuando llega al país de los Feacios y es conducido por la princesa Nausícaa a presencia de su padre Alcínoo, que finalmente pone a su disposición una nave para que vaya a Ítaca.
Ya en Ítaca, comprueba que su palacio se hallaba invadido por un numeroso grupo de pretendientes que trataban de casarse con su esposa Penélope y, mientras, consumían los bienes del palacio. Odiseo acude al palacio disfrazado de mendigo y con ayuda de su hijo Telémaco, del viejo porquero Eumeo y del boyero Filetio mata a todos los pretendientes, que son hijos de las mejores familias de Ítaca.
Cuando los padres de los pretendientes muertos pretenden cobrarse venganza en Odiseo y Telémaco y el viejo Laertes mata de una lanzada a Eupites, padre de Antinóo, interviene Palas Atenea para poner fin a la lucha y, por consejo de Zeus, hace que "se olvide la matanza de los hijos y de los hermanos, ámense los unos a los otros, como anteriormente y haya paz y riqueza en gran abundancia". Orden que Odiseo, "muy alegre en su ánimo", cumplió con gusto.

## Sucesos posteriores a lo narrado en laOdisea
Tras lo narrado en la Odisea, en el último de los poemas del ciclo troyano, la Telegonía cuenta el viaje de Odiseo al país de los tesprotos donde acaba casado con la reina Calídice. Pero al morir Calídice, regresó a Ítaca, donde Penélope había dado a luz a Poliportes. Posteriormente Telégono, hijo de Circe y Odiseo, llegó a Ítaca en busca de su padre y mató por error a Odiseo, su padre, pero, tras reconocerlo, se lamentó de lo ocurrido y llevó el cadáver a Penélope junto a Circe. Finalmente Telégono se casa con Penélope, su madrastra y Telémaco con la diosa Circe, madre de su hermanastro. 
En otras versiones posteriores se cuenta que Penélope habría sido seducida por alguno de los pretendientes, y Odiseo habría por ello devuelto a Penélope con su padre o incluso la habría matado. En otras versiones, Neoptólemo, el hijo de Aquiles, fue llamado como árbitro y desterró a Odiseo por homicidio, mientras por otra parte condenó a los familiares de los pretendientes a pagar una indemnización anual a Odiseo por los daños causados. Odiseo cedió a su hijo el beneficio de la indemnización y partió a Italia o a Etolia, donde moriría a edad avanzada.
Ateneo refiere que, al llegar a viejo, (Odiseo) «tomaba vorazmente inmensos trozos de carne y dulce vino».
Según una leyenda, Odiseo sería el fundador de Lisboa. El antiguo nombre de la capital portuguesa, Olissipo ha sido interpretado por algunos historiadores como una referencia a Ulises como supuesto fundador.

## Descendencia
- Con Penélope y ya desde la Odisea, se dice que Odiseo engendró al celebérrimo Telémaco.[11]  Versiones tardías dicen que Odiseo, tras regresar por fin a Ítaca, se encontró con Poliportes o Ptoliportes, que le había nacido de Penélope.[12]  O que de la unión de Odiseo y Penélope nació Pan, si es que Hermes no fue el verdadero padre.[13]
- Con Circe, hija de Helio Hiperiónida, en abrazo con el intrépido Odiseo, concibió a Agrio y al intachable y poderoso Latino; también parió a Telégono por mediación de la dorada Afrodita. Éstos, muy lejos, al fondo de las islas sagradas, reinaban sobre los célebres tirrenos.[14] Tzetzes ya vincula a estos hijos con varios territorios itálicos. Así dice que estos hijos eran, en cambio, Telégono, Ardeas, Latino y Ausono (epónimo de los ausonios), además de su única hija, Casífone.[15]  Jenágoras, el historiador, dice que los hijos de Odiseo y Circe fueron Romo, Anteas y Ardeas, epónimos de Roma, Ancio y Ardea, respectivamente.[16]
- Con Calipso, divina entre diosas, unida en placentero abrazo con Odiseo, engendró a Nausítoo («marinero impetuoso») y Nausínoo («marinero hábil»).[17]  Otros dicen que nacieron Telégono y Telédamo.[18]  O bien Ausón[19]  o Latino.[20]
- Con Calídice, reina de los tesprotos, Odiseo engendró a Polipetes, y éste le sucedió en el trono de Epiro tras la muerte de su madre.[21]
- Con Evipe, la hija del rey de Dodona, Tirimante o Tirimas, Odiseo engendró a Euríalo o Leontofrón. Éste fue matado por error a manos de propio Odiseo.[22]
- Con una hija innominada de Toante, rey de Etolia, Odiseo concibió a Leontófono; éste fue su último hijo, antes de morir de edad avanzada.[23]
- Con Polimele o Polimela, una hija de Eolo, señor de los vientos, Odiseo tuvo un encuentro amoroso; finalmente la muchacha prefirió a su propio hermano, Diores.[24]

## Influencia posterior
La Ilíada y la Odisea han influido poderosamente en la cultura occidental. Algunos pasajes de la historia se han incorporado al folclore popular, y numerosos autores han incorporado a Ulises / Odiseo en obras literarias, de teatro, historieta, cine y televisión. 
- En el Áyax, de Sófocles, se narra cómo, a la muerte de Aquiles, Odiseo hereda sus armas. En la disputa por tan preciado trofeo prevalece sobre Ayax Telamonio, principal guerrero de los griegos mientras Aquiles estuvo fuera de la batalla. Esto no solo simboliza la importancia del personaje, sino el cambio del paradigma de héroe y, por lo tanto, de valores. El héroe principal ya no es el guerrero más valiente y esforzado, quien más se destaca en la batalla, sino el más inteligente, el que es capaz de obtener mayores resultados con menores sacrificios.

- La comedia de Pedro Calderón de la Barca El mayor encanto, Amor o El mayor hechizo, Amor se centra en las peripecias de Ulises y su tripulación en la isla de la maga Circe.

- En La Divina Comedia Odiseo y Diomedes comparten un flamígero castigo en el octavo saco donde son castigados por haber profesado astutos y fraudulentos consejos sin reparar en equidad alguna. Y, sobre todo, porque no permaneció en Ítaca sino que se hizo de nuevo a la mar, franqueando incluso las columnas de Hércules, hasta que una inmensa ola los hunde. Es una prueba más del poco aprecio de la Edad Media por Ulises. Solo en el Renacimiento se conocerá la Odisea en el texto original griego y comenzará un redescubrimiento de Ulises. Una muestra de ello se encuentra en el hecho de que en Os Lusíadas de Luís de Camões se atribuye a Ulises la fundación de Lisboa.

- James Joyce dio el nombre latino de Odiseo a su Ulises, donde retrata a lo largo de un día completo de veinticuatro horas la vida del Dublín de 1904, pero la conexión con la epopeya de Homero en esta difícil novela irlandesa es todavía hoy inextricable y sujeta solo a conjeturas, puesto que aparentemente no hay ninguna conexión argumental o de planteamiento entre ambas obras, más allá de la coincidencia de nombres y del hecho de que ambas tienen como tema central los sucesos del protagonista.

- El italiano Giovanni Pascoli incluye en una de sus obras un largo poema titulado L'ultimo viaggio, en que se ve a Ulises volviendo a hacerse a la mar hasta morir.

- Por otro lado, el griego Constantino Cavafis escribe un importante poema, Ítaca, en que —dirigiéndose al lector— explica que no espere nada de Ítaca a su vuelta: el viaje en sí será lo más importante.

- Ya en 1905, Georges Méliès realizó la que probablemente es la primera de muchas películas de cine sobre Odiseo: L'Île de Calypso: Ulysse et le géant Polyphème.
- En 1938, el cretense Nikos Kazantzakis publica La Odisea: una secuela moderna inspirada en el relato homérico compuesto por 33.333 versos, que comenzó a escribir en el 1924. La obra narra los sucesos posteriores al regreso de Odiseo a Ítaca.

- En 1954 se realiza Ulises, una superproducción italoestadounidense dirigida por Mario Camerini, con la interpretación de Kirk Douglas como Ulises, Anthony Quinn y Silvana Mangano. Considerada una de las mejores adaptaciones de la obra y una de las primeras superproducciones del cine europeo.

- La novela de 1961 Tiempo de silencio de Luis Martín-Santos retoma las peripecias de un Odiseo moderno contadas en un estilo narrativo muy inspirado en el Ulises de James Joyce.

- En 1961, l'Opéra Ulysse ou le beau périple de Henri Tomasi.

- En 1981 se realizó la serie franco-japonesa de dibujos animados para televisión Ulises 31, que combinaba personajes y argumentos inspirados en la Odisea con elementos de viajes espaciales de ciencia ficción.

- En 1969 el cantautor español Joan Manuel Serrat compuso la canción Penélope, la cual, introduciendo algunos elementos modernos, está inspirada en la espera de la esposa de Odiseo tras anunciarle su partida, y en cómo ella es incapaz de reconocerlo tras su regreso.

- O Brother, Where Art Thou? es una película de comedia-aventura realizada por los hermanos Coen. Lanzada en el año 2000, la acción se sitúa en Misisipi en 1937, durante la Gran Depresión. La película es una adaptación libre de la Odisea de Homero, como se menciona en los créditos de inicio.

- En 1997 se realizó la película de televisión La Odisea, dirigida por Andréi Konchalovski. Es protagonizada por Armand Assante, que interpreta el papel protagonista de Ulises.

- En 2002 el cantautor y poeta español Javier Krahe publicó la canción "Como Ulises" perteneciente a su álbum Cábalas y cicatrices. En ella se narra la historia de Ulises, con el rigor de los textos originales, salvo por el final, y con matices modernos y coloquiales propios de Krahe.

- En 2004 aparece Odiseo en la película de Wolfgang Petersen, Troya. La película basada en la Ilíada de Homero relata la Guerra de Troya y también incluye material de la Eneida, de la Odisea y de Virgilio. El papel fue interpretado por el británico Sean Bean.